# My Słowianie
A My Słowianie – We Are Slavic (magyarul: Mi, szlávok – Szlávok vagyunk) egy dal, amely Lengyelországot képviselte a 2014-es Eurovíziós Dalfesztiválon. A dalt a lengyel Donatan és Cleo adta elő lengyel–angol, kevert nyelvű verzióban Koppenhágában. A dalt 2014. február 25-én jelentették be, mint Lengyelország dalát a versenyen.
A dal 2013. november 4-én jelent meg, és alig három hét alatt 15 millióan nézték meg, míg 2014 február végéig csaknem 39 millió letöltése volt a YouTube-on. A lengyel lejátszási listákon a második helyet is elérte.

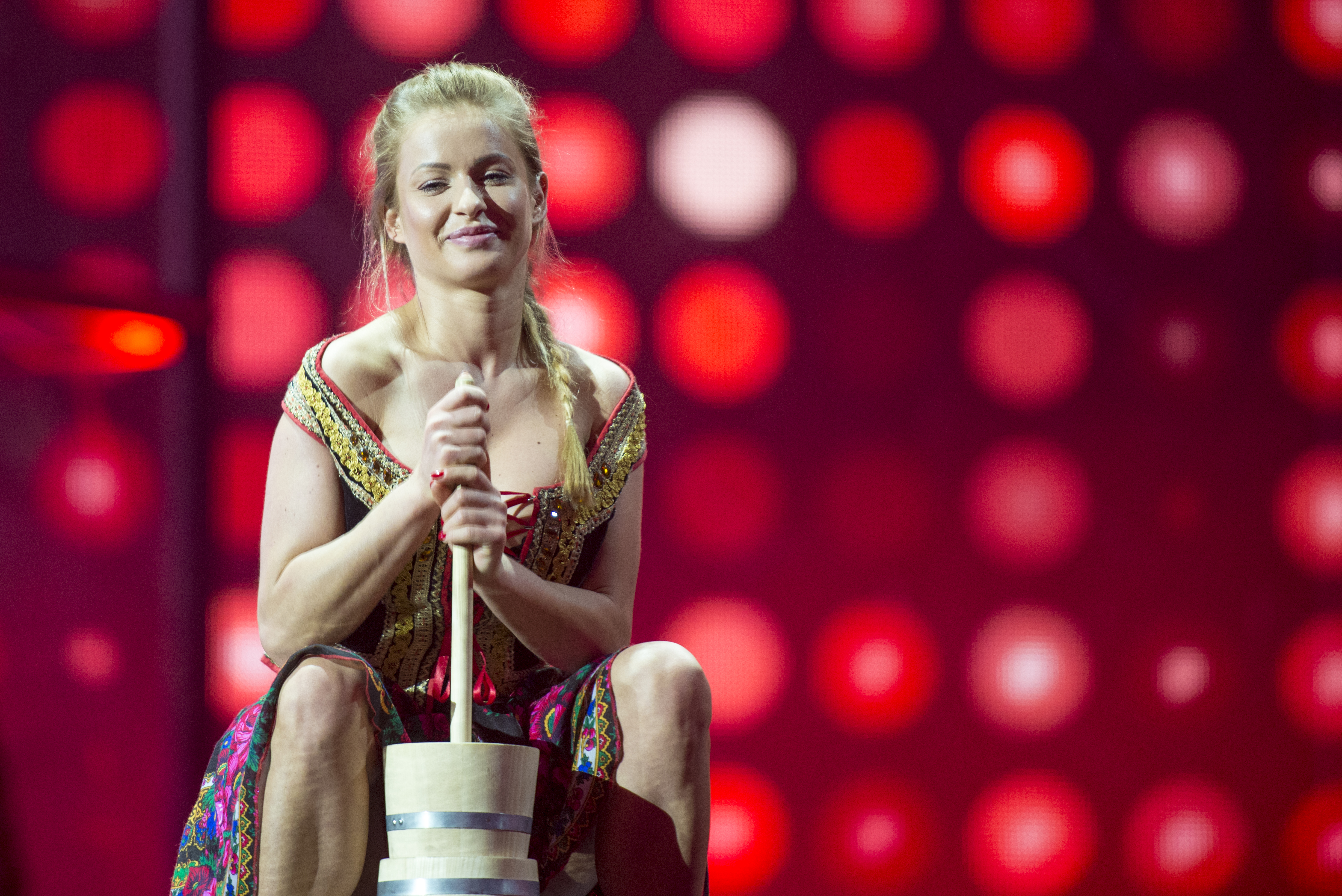
Az egyik táncos vajat köpült a színpadon.

A dalt Koppenhágában először a május 8-i második elődöntőben adták elő, fellépési sorrendben ötödikként a grúz The Shin és Mariko Three Minutes to Earth című dala előtt és az osztrák Conchita Wurst Rise Like a Phoenix című dala előtt. A szavazás során 70 pontot szerzett, amivel a 8. helyen végzett, így továbbjutott a döntőbe.
A május 10-én rendezett döntőben fellépési sorrendben kilencedikként adták elő a montenegrói Sergej Ćetković Moj svijet című dala után, a görög Freaky Fortune és RiskyKidd Rise Up című dala előtt. A szavazás során 62 pontot szerzett, amivel a 14. helyen végzett.
A produkcióban Cleo és öt táncos vett részt, így Donatan nem állt színpadra.

## Külső hivatkozások
- Dalszöveg
- A dal angol verziójának videóklipje
- A dal első próbája a koppenhágai arénában
- A dal második próbája a koppenhágai arénában
- A dal előadása az Eurovíziós Dalfesztivál második elődöntőjében